# Shareaza
Treść tego artykułu może nie być zgodna z zasadami neutralnego punktu widzenia.
Dokładniejsze informacje o tym, co należy poprawić, być może znajdują się w dyskusji tego artykułu.
 Po wyeliminowaniu niedoskonałości należy usunąć szablon [[Szablon:Dopracować|]] z tego artykułu.
Shareaza – bezpłatny, otwarty klient P2P obsługujący protokoły: Gnutella, Gnutella2, ed2k, BitTorrent, FTP, HTTP i z ograniczeniami DC. Obsługuje linki magnetlink, ed2k i piolet. Napisany z wykorzystaniem C++, MFC i ATL. Dostępny w 27 wersjach językowych, w tym polskiej, kolejne są opracowywane.

## Twórca Shareazy i historia projektu
Shareaza była pierwotnie rozwijana przez Michaela Stokesa aż do 1 czerwca 2004, kiedy uwolnił Shareaza 2.0 wraz z kodami źródłowymi, udostępniając na zasadach licencji GNU GPL, czyniąc ją wolnym oprogramowaniem. Od tamtej pory aż do dziś jest utrzymywana i rozwijana przez grupę ochotników-wolontariuszy.

### Shareaza download – bezpłatne pobieranie i zasady użytkowania
Autentyczną Shareazę działającą zgodnie z niniejszym opisem autorzy zalecają pobierać bezpłatnie ze strony projektu. Ponieważ projekt jest opensource’owy, nie ma żadnych opłat, abonamentów czy reklam w jakiejkolwiek formie itp. Użytkownicy nigdy nie są proszeni o podawanie żadnych danych personalno-osobowych (jak wiek, adres, kraj, płeć, orientacja) lub finansowych (jak numery kart kredytowych czy konta). Po instalacji natychmiast dostępne są wszystkie opcje i możliwości programu, w trzech przełączanych przez użytkownika trybach: normalnym, zaawansowanym i okienkowym. Bardziej zaawansowane tryby dają możliwość zmiany ustawień niedostępnych w trybie normalnym (podstawowym). Prawdziwa Shareaza nie stosuje żadnego mechanizmu typu „membership” ani „full membership”. Wszelkie żądania jakichkolwiek opłat są nielegalne i wbrew woli autorów oraz twórców projektu. Jednocześnie ShareazaV4 czy ShareazaV5 czy Shareaza5PL.exe czy ShareazaV6PL itp.itp. to programy niemające nic wspólnego z Shareazą, bezprawnie używające nazwy projektu do promowania scentralizowanego serwisu sprzedającego muzykę pod egidą izraelskiej firmy Discordia.

### Wrogie przejęcie poprzedniej domeny projektu
W dniu 19 grudnia 2007 domena z nazwą projektu, shareaza.com, została przekierowana do promującej ściąganie oprogramowania innego klienta, który nie jest związany z oryginalnym oprogramowaniem (w sensie prawdziwym i działającym zgodnie z opisaną tutaj charakterystyką) a jedynie płatnym i scentralizowanym serwisem typu sklep internetowy izraelskiej firmy Discordia LTD.
11 czerwca 2009 domena pantheraproject.net została przejęta przez Williama Shieldsa Erwina, studenta z Texasu, pełniącego do tej pory rolę administratora forum i strony, znanego w społeczności jako Rhythm, przekierowana do tego samego sklepu internetowego izraelskiej firmy Discordia Ltd. Zasoby Shareazy strona społeczności, forum i wiki projektu zostały zdewastowane, a ich backupy zniknęły, co jest uznawane za wynik świadomego działania Willa Erwina. Wymienione powyżej sabotowane aspekty zostały przywrócone na stronie domowej projektu Shareaza. W ciągu trzech dni tj. do 15 czerwca 2009, co pokazuje zaangażowanie społeczności użytkowników i witalność projektu Shareaza. Główne procesy projektu, rozwój oprogramowania i wsparcie dla użytkowników nie zostały przerwane. Domena pantheraproject.net nie jest już związana z projektem Shareaza i jego społecznością.

### Usiłowanie zawłaszczenia marki i list protestacyjny użytkowników Shareazy
10 stycznia 2008 obecni dysponenci Shareaza.com, tj. Discordia Ltd (iMesh Inc.), wnioskowali o zarejestrowanie jako ich marki (trademark) nazwy Shareaza twierdząc, że po raz pierwszy nazwa ta została użyta 17 grudnia 2007. Właścicielem marki Shareaza jest Shareaza Development Team, wieloletni programiści i twórcy tego oprogramowania. Developerzy oryginalnego projektu The Shareaza Development Team usilnie zwracają uwagę użytkownikom programu na palącą potrzebę natychmiastowego wysyłania listów protestacyjnych do biura patentowego i wspierania funduszu obrony prawnej.

### Shareaza forum i strona – zmiana szaty graficznej
W związku z konieczną zmianą lokalizacji i silnika forum dyskusyjnego w wyniku sabotażu Williama Sheieldsa Erwina zmieniono także szatę graficzną forum i strony. Jest to także istotne dla odróżnienia prawdziwej Shareazy od udających ją podróbek i fałszywek.

### Shareaza wiki – przywrócenie zdewastowanej w wyniku sabotażu treści
Shareaza wiki (czyli wikipedia projektu), która została umyślnie całkowicie zniszczona w wyniku sabotażu przez Williama Sheieldsa Erwina, została odtworzona dzięki wspólnemu wysiłkowi społeczności Shareazy. Obecnie najbardziej aktualną, odpowiadającą wersji Shareazy 2.5.2.0, często z konieczności napisana od początku, jest wersja angielska i jest ona zalecana w miarę możliwości językowych. Wersja angielska jest wersją aktualizowaną przez deweloperów i źródłową dla innych wersji językowych. Polska wersja jest tłumaczona i przywracana, podobnie i inne wersje językowe.

## Ogólna charakterystyka programu

### Kompilacja ogólna i zoptymalizowana dla zestawu instrukcji SSE2 (następcyMMXiSSE)
Na oficjalnej stronie pobierania dostępne są dwie kompilacje: ogólna i zoptymalizowana dla zestawu instrukcji SSE2, która wymaga komputera z procesorem obsługującym instrukcje SSE2 zatem Pentium 4/AMD Athlon 64 lub lepszym. Shareaza przy instalacji sprawdza procesor i jeśli nie wykryje SSE2, zgłasza to użytkownikowi, prosząc o zainstalowanie kompilacji ogólnej. Wykorzystanie SSE2 przyśpiesza działanie i odciąża procesor, dlatego zalecane jest zainstalować kompilację SSE2, co umożliwia sprawdzenie, czy będzie działać na danym sprzęcie, ponieważ SSE2 było implementowane już od 2000 roku. Patrz opis wersji 2.5.2.0 poniżej.

### Zalety Shareazy
- Shareaza (zwłaszcza jako Gnutellla2) jest dla torrentów bardzo dobrym rozproszonym środowiskiem do udostępniania (zamiast zawieszenia na stronie, która może być blokowana itp.) i wyszukiwania (większe możliwości wbudowanego silnika wyszukiwania i większe opcje wyszukiwania np. wyrażenia regularne), dzielenia się nimi P2P. A także klasyczne możliwości tworzenia, seedowania, i używania-ściągania. Można również oceniać torrenty tak samo jak inne pliki, patrz poniżej w punkcie Ghost Rating.
- Shareaza jest projektem non-profit rozwijana przez wolontariuszy i jako open source bezpłatnie udostępniana wszystkim na zasadach licencji GNU GPL.
- Shareaza umożliwia jednoczesne ściąganie tego samego pliku z wielu sieci/protokołów: Gnutella1, Gnutella2, ed2k oraz BitTorrent
- W 2009 roku, od wersji 2.4.0.2 znacząco poprawiono jakość obsługi protokołu BitTorrent, dzięki czemu istotnie poprawiono jego obsługę i wzrósł komfort dla preferujących torrenty. Obecnie prowadzone są dalsze prace developerskie nad adaptacją bibliotek libtorrents.
- Możliwość korzystania ze wszystkich protokołów w jednym wspólnym interfejsie (nie trzeba uczyć się korzystania z kilku interfejsów, łatwiejsze monitorowanie pobierania plików).
- Dostępna wersja kompilacji zoptymalizowana dla instrukcji SSE2 odciąża procesor przez wykorzystanie SSE2 do wykonywania obliczeń, dzięki czemu program działa szybciej i efektywniej wykorzystuje zasoby. Sprzętowe przyśpieszenie dla procesorów wyprodukowanych po 2000 roku.
- Bardzo rozbudowane funkcje katalogowania zasobów.
- Podgląd plików (również przed ukończeniem ściągania – można wcześniej przerwać niechciane transfery, pod fałszywymi nazwami atrakcyjnych plików).
- Przeglądanie plików (udostępnionych) na dysku komputera klienta Shareazy, z którym nasz klient jest połączony transferem, co umożliwia dotarcie do wszystkich plików bez użycia opcji szukaj według nazwy.
- Funkcjonalny polskojęzyczny interfejs.
- Polskojęzyczna pomoc, w tym także polskojęzyczna wersja wiki Shareazy (tłumaczona na bieżąco z angielskiej wiki uzupełnianej przez developerów projektu).
- Pomoc on-line poprzez wbudowanego klienta IRC (jest polski kanał IRC) lub forum dyskusyjne projektu, gdzie porad udzielają doświadczeni użytkownicy i developerzy (jest sekcja języka polskiego, ale głównym językiem jest angielski, pytający na forum ma prawo do odpowiedzi w ciągu 24 h od zadania pytania, zazwyczaj otrzymuje ją w ciągu kilku do kilkudziesięciu minut).
- Częścią Shareazy jest Shareaza Media Player tj. własny, natywny, wbudowany odtwarzacz multimedialny. Dzięki modularności możliwe jest także ustawienie jako domyślnego dowolnego preferowanego zewnętrznego odtwarzacza, przy czym dzięki modułowej architekturze Shareazy nie powoduje to utraty żadnej funkcjonalności. Natomiast umożliwia dopasowanie do dowolnego potrzebnego sposobu kodowania, potocznie określanego jako użycie tzw. kodeka
- Możliwość zmiany skórek i tworzenia własnych.
- Wbudowany własny klient IRC umożliwiający rozmowy użytkowników, tzw. czat. Shareaza jest w pełnowartościowym klientem IRC, domyślnie łączącym się z określonym serwerem, dzięki czemu od razu można rozmawiać w ramach społeczności projektu. Wydzielony jest stały osobny kanał (pokój) polskojęzyczny.
- Możliwość wyszukiwania wielu plików naraz.
- Możliwość łatwego umieszczania oceny i komentarza użytkownika do poszczególnych plików, które zapisywane są w postaci metadanych, czyli Rating albo Ghost Rating.
- tzw. Ghost Rating: gdy kasowany jest jakiś poprzez Shareazę, użytkownik pytany jest o podanie oceny i komentarza (np. fałszywy lub uszkodzony plik). Ocena w skali 0 do 5. Komentarz może być wybrany z pre-definiowanej listy lub dowolnie wpisanym tekstem. Jeżeli użytkownik go poda, program zapisze i zapamięta go w metapliku (metadane) i jeżeli nastąpiłaby w przyszłości próba ponownego ściągnięcia go, możliwe będzie przeczytanie zapisanej recenzji. Dzięki mechanizmom hashowania także gdy plik będzie miał zmienioną nazwę, co zdarza się z fałszywymi i uszkodzonymi plikami tzw. fake’ami.
- Program automatycznie wyświetla ostrzeżenie o fake’ach na podstawie metadanych z ocenami i komentarzami wszystkich użytkowników on-line, którzy zapisali swoją ocenę i/lub komentarz.
- Możliwość, automatycznego lub na żądanie, porównania hashów plików z hashami plików szkodliwych np. zawirusowanych lub fałszywych tzw. fakeów, które zarejestrowano-zgłoszono w ogólno-dostępnych serwisach internetowych takich jak Bitzi(inne języki).
- Obsługuje protokół Gnutella2, jeden z najbardziej zaawansowanych technologicznie protokołów, znacząco przyspieszający download (gdy są źródła Gnutella2 prędkości około 150 Kb/s w „średnich polskich” warunkach sieciowych)[potrzebny przypis].
- Shareaza jest specjalizowanym menedżerem pobierania plików, który może nadzorować i wspierać wszystkie downloady, także w używanych przeglądarkach internetowych. Te możliwości można włączyć/wyłączyć i konfigurować w ustawieniach Shareazy. W wersji 2.5.0.0 rozszerzono możliwości menedżera pobierania oraz uwidoczniono integrację z Internet Explorerem np. w menu prawego klawisza myszki dodana została dodatkowo opcja inicjowania pobierania z wykorzystaniem Shareazy.

### Wady Shareazy
- Wbudowany w Shareazę klient IRC jest napisany od początku, ale wygodne używanie możliwe jest dopiero od wersji 2.5.1.0. Przydatny jest zwłaszcza w przypadku potrzeby zadania pytania o wsparcie techniczne lub nowego adresu strony domowej projektu w przypadku, gdyby nastąpiła kolejna kradzieży domeny. Można połączyć się z czatem Shareazy za pomocą dowolnego preferowanego przez użytkownika klienta IRC. W zakładce POMOC strony domowej projektu są dane i linki, które to umożliwiają, w tym link uruchamiający klienta IRC w Javie, czyli czat przez dowolną przeglądarkę.
- Ze względu na wrogie dla projektu działania, takie jak „przejęcie” przez Discordia LTD domeny shareaza.com i propagowanie tam obcego klienta, należy brać pod uwagę możliwość podobnej sytuacji w przyszłości. W przypadku takim jak nagłe znikniecie strony itp. albo zawsze, gdy pojawią się jakieś wątpliwości, społeczność zgromadzona wokół projektu może skorzystać z wbudowanego w Shareazę klienta IRC, który zapewnia kontakt z developerami (Shareaza Development Team, inaczej dev team) i pomagającymi użytkownikom (support team) obecnymi w danym momencie na kanale IRC, jako awaryjny kanał łączności.
- Sporadyczne problemy ze stabilnością.
- Długi cykl developmentu. Nowe rozwiązania są długo testowane, dlatego istnieje możliwość korzystania z tzw. „daily build” które są najaktualniejsze i najbardziej funkcjonalnie rozwinięte. Jako wersje do betatestów mogą się jednak „zawiesić” itp.
- Nieuważny użytkownik może paść ofiarą scamerów tj. różnych niezwiązanych z projektem stron propagujących fałszywki łudząco podobne do Shareazy, o podobnej nazwie, ukrywające szkodliwy kod oraz żądające od użytkownika danych personalnych, numerów kart, rejestracji, membershipu itp., a w konsekwencji ostatecznie żądają płacenia w różnej formie za „abonament” itp. czy rzekomo za używanie Shareazy, która jest przecież bezpłatna. Aby nie dać się oszukać, można unikać scumware’u, korzystając z oficjalnej strony pobierania Shareazy.

### Shareaza dla Linux
Sharelin jest odpowiednikiem Shareazy dla Linuxa i Unixa. Projekt jest w trakcie aktywnego rozwijania tego programu. Obecnie nie istnieje pełny klon dla Linuksa, który posiadałby wszystkie funkcjonalności Shareazy.
Wielu użytkowników raportuje na forum programu, iż używa swobodnie Shareazy przy wykorzystaniu Wine pod Linuksem. Zalecane jest używanie w takim przypadku ostatnich wersji obu programów.

## Ważniejsze zmiany użytkowe i funkcjonalne wprowadzane do kodu Shareazy

### Wersja programu 2.5.0.0
Shareaza 2.5.0.0 została opublikowana 30 października 2009. Jest znacznie bardziej stabilna i mniej zasobożerna niż poprzednie wersje. Wprowadzono również dalsze rozwinięcia w obsłudze torrentów, takie jak selektywne pobieranie plików z danego torrentu i priorytety pobierania. Wprowadzono również uaktualnienia do implementacji sieci gnutella i ed2k takie jak wsparcie rozszerzonego GGEP, dużych plików czy też czata. Implementacja IRC z wersji 2.4.0.0 została przerobiona i obecnie jest wolna od błędów, które powodowały, że była częściowo bezużyteczna w poprzednich wersjach. Rozszerzone zostały możliwości menedżera pobierania i dodana została jego integracja z Internet Explorer np. w menu prawego klawisza myszki dodana został opcja pobierania z wykorzystaniem Shareazy.

### Wersja programu 2.5.1.0
Shareaza 2.5.1.0 została opublikowana 30 listopada 2009. Poprawiono niedociągnięcia zgłoszone przez użytkowników w 2.5.0.0. Znacząco udoskonalono działanie i kompatybilność BitTorrent zgodnie z zaleceniami wiodącego serwisu w tym obszarze.

### Wersja programu 2.5.2.0
Opublikowana 6 lutego 2010. Funkcjonalnie ta wersja nie różni się funkcjonalnie znacząco od poprzedniej, ale poprawiono zgłoszone błędy, dzięki czemu tzw. ogólne działanie (ang. performance) jest szybsze i wygodniejsze dla użytkownika. Wprowadzono natomiast dwie odmiany programu: zwykłą i zoptymalizowaną dla zestawu instrukcji SSE2, która wymaga procesora klasy Pentium 4 albo AMD Athlon 64 lub lepszego. SSE2 przyśpiesza działanie programu przez przyśpieszenie obliczeń (np. szybsze hashowanie, pomocne przy dużej liczbie plików w bibliotece).
W praktyce ponieważ SSE2 implementowano w procesorach od około roku 2000, okazało się, że większość użytkowników, nawet tych, którzy protestowali na forum w obawie o kompatybilność, może używać SSE2, gdyż ich procesory mają je zaimplementowane. Ujawniło się to w momencie, gdy omyłkowo kompilacja z kodem dla SSE2 została opublikowania do publicznego ściągania jako zwykła (bez SSE2) i ktoś po raz pierwszy zauważył to dopiero po 2 miesiącach, podczas których wszyscy ściągający nie mieli problemów z instalacją i używaniem. Zadecydowano wtedy o wydaniu wersji 2.5.2.0.
Na stronie pobierania dostępne są obydwie kompilacje, wyraźnie rozróżnione. Jeżeli odmiana z SSE2 nie zadziała poprawnie, co zasygnalizuje instalator, to znaczy, że procesor nie ma SSE2, zainstaluj wtedy drugą bez SSE2.

### Wersja programu 2.5.3.0
Opublikowana 13 czerwca 2010. Wprowadzono nowe narzędzie „scheduler” umożliwiające lepszą kontrolę nad zaprogramowanym działaniem Shareazy, gdy pozostawiona jest działająca bez nadzoru, np. gdy użytkownik wychodzi lub wyjeżdża. Pełny opis zmian dostępny na stronie 

### Wersja programu 2.5.4.0
Opublikowana 12 lutego 2011. Zaimplementowano ograniczoną obsługę D++, poprawiono okno wbudowanego czatu. Pełny opis zmian dostępny na stronie źródłowej . Do pobrania kompilacja ogólna i zoptymalizowana dla SSE2.

### Aktualna wersja programu 2.5.5.0
Obecnie najnowsza edycja to Shareaza 2.5.5.0 opublikowana 29 maja 2011. Pełny opis zmian dostępny na stronie źródłowej . Do pobrania kompilacja ogólna i zoptymalizowana dla SSE2.

### Aktualna wersja testowa programu 2.5.4.1 (wersja beta, do betatestów, debug build)
Shareaza jest żywym projektem na bieżąco rozwijanym przez developerów (Shareaza Development Team), od 2001 roku, na podstawie uwag, potrzeb i zgłoszonych błędów. Wersje te są publikowane po skompilowaniu, kilka razy w tygodniu, często codziennie. Można je łatwo identyfikować poprzez nazwę pliku instalatora, np.: „Shareaza_2.5.4.1_Win32_Debug_r8914_2011-02-26.exe”, poprzez rosnącą numerację release (r – kolejny numer opublikowanej kompilacji kodu źródłowego), datę i numer wersji programu. Teoretycznie wersja głównie przeznaczona jest dla betatesterów, ale w praktyce, ponieważ zazwyczaj zawiera ulepszenia oraz działa i wygląda tak jak zwykła, to jest używana także przez zwykłych użytkowników. Często zostają oni stałymi betatesterami, stąd Shareazę stale testuje od kilkuset do nawet kilkudziesięciu tysięcy betatesterów-wolontariuszy, która jest jednym z najlepiej testowanych projektów internetowych. Zawiera narzędzia umożliwiające wychwytywania niestabilnej pracy i zgłaszanie problemów (tzw. asserts), dlatego instalator tej wersji jest często dwukrotnie większy niż zwykły. Zgłaszając uwagi developerom, należy pamiętać o podaniu wersji tj. numeru r – release. Może pracować niestabilnie lub „padać” lub powodować niepożądane efekty. Kod, który został wyczyszczony z błędów (ang. bugs fixed) i pozytywnie przetestowany, jest publikowany w kolejnej wersji stabilnej (aktualnej, ang. last official release), które opisane są powyżej.

## Nagrody dla programu i projektu

### Projekt miesiąca listopada 2008
W listopadzie 2008, Shareaza została nagrodzona na SourceForge wyróżnieniem Project of the Month.

### Numer 5 „What’s Hot for Windows?”
Od grudnia 2009 Shareaza cały czas jest w rankingu „What’s Hot for Windows?” prowadzonym SourceForge.Net na 5 pozycji z 77% „recommended” (gdy numer 1 ma 81% „recommended”). Ranking bazuje na rekomendacjach i opiniach oraz pobraniach ze strony projektu.

## Recenzje i opisy programu

### „Shareaza Instal Guide” autorstwa OldDeatha
Jest to poradnik „krok po kroku” opisujący, jak osoba zupełnie nie znająca programu Shareaza powinna go zainstalować, ustawić, dostosować do swojego środowiska, czyli prawie wszystko, co trzeba wiedzieć, aby łatwo zainstalować i używać program. Plik można ściągnąć z sieci p2p przy użyciu.

### Recenzje i opisy programu
- Shareaza, czyli sieciowy kombajn zbożowy „Bizon” (pol.)
- Shareaza 2.4 (pol.)
- Shareaza.com Hijacked and Turned Into a Scam Site (ang.)
- Shareaza comes back with a 2.5 update (ang.)
- Windows 7 Software Compatibility Testing – Shareaza. Reviews by Lucas Artigas. blog.brothersoft.com. [zarchiwizowane z tego adresu (2009-10-27)]. (ang.)